# Mae Questel
Pour les articles homonymes, voir Questel.
Mae Questel (de son vrai nom Mae Kwestel) est une actrice et doubleuse américaine, née le 13 septembre 1908 à New York, décédée le 4 janvier 1998 à New York.
Elle a prêté sa voix à Betty Boop, Minnie Mouse et Olive Oyl dans les années 1930.

## Biographie
À 17 ans, elle gagne un concours de talents et commence à jouer divers rôles dans des vaudevilles. Elle est remarquée par l'animateur Max Fleischer alors à la recherche d'une actrice pour interpréter la voix de son personnage Betty Boop. L'interprétation du Boop Boop A Dop' faite par Questel de façon similaire à celle de l'interprète d'origine, Helen Kane, tout en rappelant l'actrice Clara Bow par son côté irrévérencieux, correspond exactement à ce que cherche Fleischer. De 1930 à 1939, Questel offre sa voix à Betty Boop dans plus de 150 dessins animés. Elle sort également un disque, On The Good Ship Lollypop, qui se vend à plus de 2 millions d'exemplaires. Dans les années 1940 elle est la voix de la série de dessins animés Petite Lulu adaptés du comics homonyme créé par Marge. Elle est à partir de 1948 la voix de Little Audrey, un personnage des Famous Studios. En 1958, elle est la voix de Wendy la gentille petite sorcière coproduit par Harvey Comics et Famous Studios.
Durant la même période, et jusqu'en 1957, elle offre sa voix à Olive dans les dessins animés de Popeye. Pour cette voix nasillarde, elle s'inspire de l'actrice Zasu Pitts.
Elle ne fait ses premières apparitions à l'écran que dans les années 1960, notamment dans Funny Girl (1968) où on l'aperçoit au début du film jouer aux cartes avec la mère de Fanny Brice. On la retrouve ensuite dans deux films de Woody Allen : Zelig en 1983 et New York Stories (1989) où elle joue le rôle de la mère d'Allen. Son dernier film sera National Lampoon's Christmas Vacation la même année. En 1988, elle fut à nouveau la voix de Betty Boop dans Qui veut la peau de Roger Rabbit. On se souvient également de ses nombreuses apparitions dans des publicités pour des produits ménagers, notamment dans le rôle de Tante Bluebell.

## Filmographie
- 1961 : A Majority of One : Mme Rubin
- 1962 : L'Increvable Jerry (It'$ Only Money) : Cecilia Albright
- 1968 : Funny Girl : Mme Strakosh
- 1970 : Move de Stuart Rosenberg : Mme Katz
- 1983 : Zelig : Helen Kane (voix)
- 1985 : Joan Rivers and Friends Salute Heidi Abromowitz (téléfilm)
- 1985 : Hot Resort : Mme Lobowitz
- 1988 : Qui veut la peau de Roger Rabbit (Who Framed Roger Rabbit) de Robert Zemeckis : Betty Boop (voix)
- 1989 : New York Stories : La mère
- 1989 : National Lampoon's Christmas Vacation : Tante Bethany